# Рудня (Саратовская область)
Рудня — село в Краснокутском районе Саратовской области, в составе Логиновского муниципального образования.
Население — 324 (2010)

## История
Село относилось к Краснокутской волости Новоузенского уезда. Согласно Списку населённых мест Самарской губернии 1910 года население Рудни составляли бывшие государственные крестьяне, малороссы, православные, всего 148 мужчин и 151 женщина.
После образования АССР немцев Поволжья - в составе Краснокутского кантона.  
28 августа 1941 года был издан Указ Президиума ВС СССР о переселении немцев, проживающих в районах Поволжья. Немецкое население АССР немцев Поволжья было депортировано. После ликвидации АССР немцев Поволжья Рудня, как и другие населённые пункты Краснокутского кантона, была включена в состав Саратовской области.

## Физико-географическая характеристика
Село расположено в Низком Заволжье, в пределах Сыртовой равнины, относящейся к Восточно-Европейской равнине, на левом берегу реки Еруслан), северо-восточнее села Логиновка, на высоте около 55 метров над уровнем моря. Почвы каштановые солонцеватые и солончаковые.
По автомобильным дорогам расстояние до районного центра города Красный Кут — 15 км, до областного центра города Саратов — 120 км.
Часовой пояс
Рудня, как и вся Саратовская область, находится в часовой зоне МСК+1. Смещение применяемого времени относительно UTC составляет +4:00.

## Население
Динамика численности населения по годам:
| 1910 | 1987 | 2002 |
| ---- | ---- | ---- |
| 299  | ≈190 | 322  |

| 2002 | 2010 |
| ---- | ---- |
| 323  | ↗324 |

Национальный состав
Согласно результатам переписи 2002 года русские составляли 44 % населения села.